# Шыбышы
Шыбышы (каз. Шыбышы) — село в Кегенском районе Алматинской области Казахстана. Входит в состав Жылысайского сельского округа. Код КАТО — 195841300.

## Население
В 1999 году население села составляло 432 человека (208 мужчин и 224 женщины). По данным переписи 2009 года, в селе проживали 452 человека (220 мужчин и 232 женщины).